# Perfeito totiente
Em teoria dos números, um número perfeito de totiente é um número inteiro que é igual à soma de suas iterações de totiente. Ou seja, aplica-se a função totiente para um número {\displaystyle n}, aplicá-lo de novo para o resultante da função totiente, e assim por diante, até que o {\displaystyle {\text{número}}~1} seja alcançado, e adicionar em conjunto a sequência de números resultante; Se a {\displaystyle {\text{soma é igual a n,}}n} é um {\displaystyle {\text{número perfeito de totiente}}}. Ou, dito de algebricamente, se
{\displaystyle n=\sum _{i=1}^{c+1}\varphi ^{i}(n),}
Onde
{\displaystyle \varphi ^{i}(n)=\left\{{\begin{matrix}\varphi (n)&{\mbox{ if }}i=1\\\varphi (\varphi ^{i-1}(n))&{\mbox{ caso contrário}}\end{matrix}}\right.}
são as interações da função de totiente e {\displaystyle c} é o inteiro tal que
{\displaystyle \displaystyle \varphi ^{c}(n)=2,}
então {\displaystyle n} é um {\displaystyle {\text{número perfeito de totiente}}}.
Os primeiros número perfeito de totiente são:
3 , 9 , 15 , 27 , 39 , 81 , 111 , 183 , 243 , 255 , 327 , 363 , 471 , 729 , 2187 , 2199 , 3063 , 4359 , 4375 , 5571. (sequência A082897 em OEIS)
Por exemplo, considerando-se o número {\displaystyle 243} e aplicando-o a função de totiente , tem-se: {\displaystyle \varphi (243)=162,~\varphi (162)=54,~\varphi (54)=18,~\varphi (18)=6,~\varphi (6)=2,~\varphi (2)=1}.

Dado que {\displaystyle 162,~54,~18,~6,~2,~1=243,~243} é um {\displaystyle {\text{número perfeito de totiente}}}.

## Propriedades matemáticas
Muitos número perfeito de totiente são múltiplos de {\displaystyle 3}. O menor número perfeito de totiente não ser divisível por {\displaystyle 3} é {\displaystyle 4375}. Todos os poderes de {\displaystyle 3} são números perfeitos de totiente, como pode ser verificado por indução observando que
{\displaystyle \displaystyle \phi (3^{k})=\varphi (2\cdot 3^{k})=2\cdot 3^{k-1}}.
Outra família de números perfeitos de totiente, encontrada por Venkataraman (1975), é que dada pela seguinte regra:
se {\displaystyle p=4x3^{k}+1} é um número primo,(Mohan e Suryanarayana 1982), então {\displaystyle 3p} é um número perfeito de totiente.
Os valores principais de {\displaystyle k} para os números perfeitos de totiente, desta forma são:
{\displaystyle 0,~1,~2,~3,~6,~14,~15,~39,~201,~249,~1005,~1254,~1635,~3306,} ... (sequência A005537 em OEIS).
De modo mais geral, se {\displaystyle p} é um número primo maior do que {\displaystyle 3}, e é um número perfeito de totiente {\displaystyle 3p}, então {\displaystyle p\equiv 1{\pmod {4}}}  (Mohan e Suryanarayana 1982). Nem todos {\displaystyle p} desta forma levar a números perfeitos de Totiente; por exemplo, {\displaystyle 51} não é um número perfeito de Totiente . Iannucci et al. (2003) mostrou que, se {\displaystyle 9p} é um número perfeito de Totiente, então {\displaystyle p} é primo de uma das três formas específicas constantes do seu papel. Não se sabe se existem números perfeitos de Totiente de forma {\displaystyle 3^{k}p} onde {\displaystyle p} é primo e {\displaystyle k>3}.